# Fraxinus angustifolia
Il frassino meridionale (Fraxinus angustifolia Vahl, 1804) è una pianta arborea della famiglia delle Oleacee.

## Descrizione
È un albero che può raggiungere fino a 20-25 metri di altezza. La corteccia è di colore grigio chiaro, profondamente e finemente fessurata.

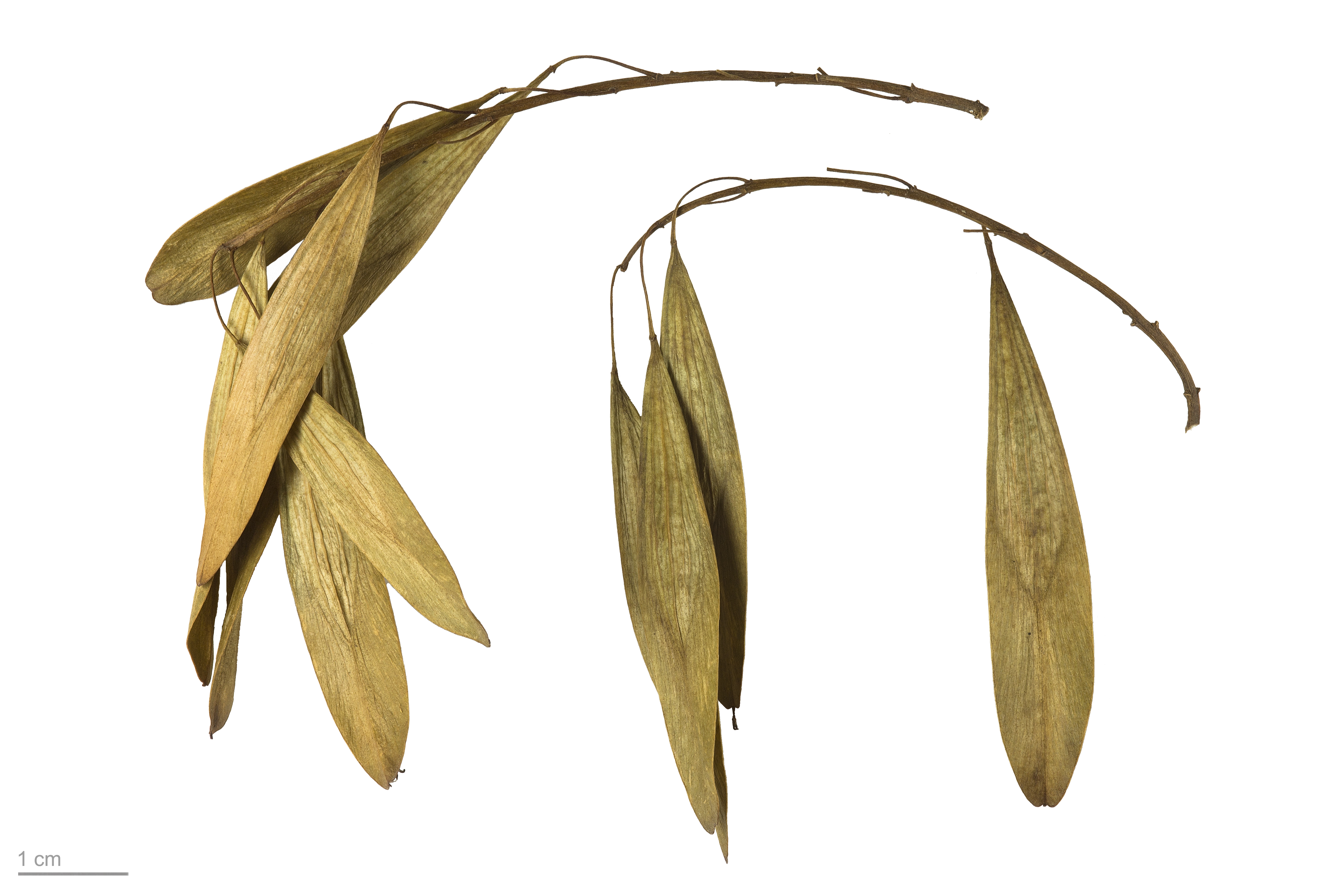
Foglie

Le foglie sono decidue, composte, imparipennate e sono costituite da un numero di 5-13 foglioline sessili di forma oblungo-lanceolata, disposte attorno ad un rachide centrale. Il margine di queste ultime presenta una irregolare denticolatura, che risulta tuttavia meno sottile rispetto a quella del frassino maggiore.
Le infiorescenze sono delle pannocchie la cui antesi fiorale avviene molto precocemente rispetto alla fogliazione.
Il frutto è una samara di forma lineare-lanceolata che presenta alla sua estremità superiore un'ala acuta provvista spesso di un rostro, mentre quella inferiore risulta cuneata.
Il seme, posto alla base della samara, supera in genere la metà della stessa ala.
L'apparato radicale è superficiale di tipo fascicolato, adatto, assieme ad olmi e salici, ad ambienti particolarmente umidi come i corsi d'acqua e le forre, mentre nelle aree allagate si associa all'ontano.